# 永田徳本

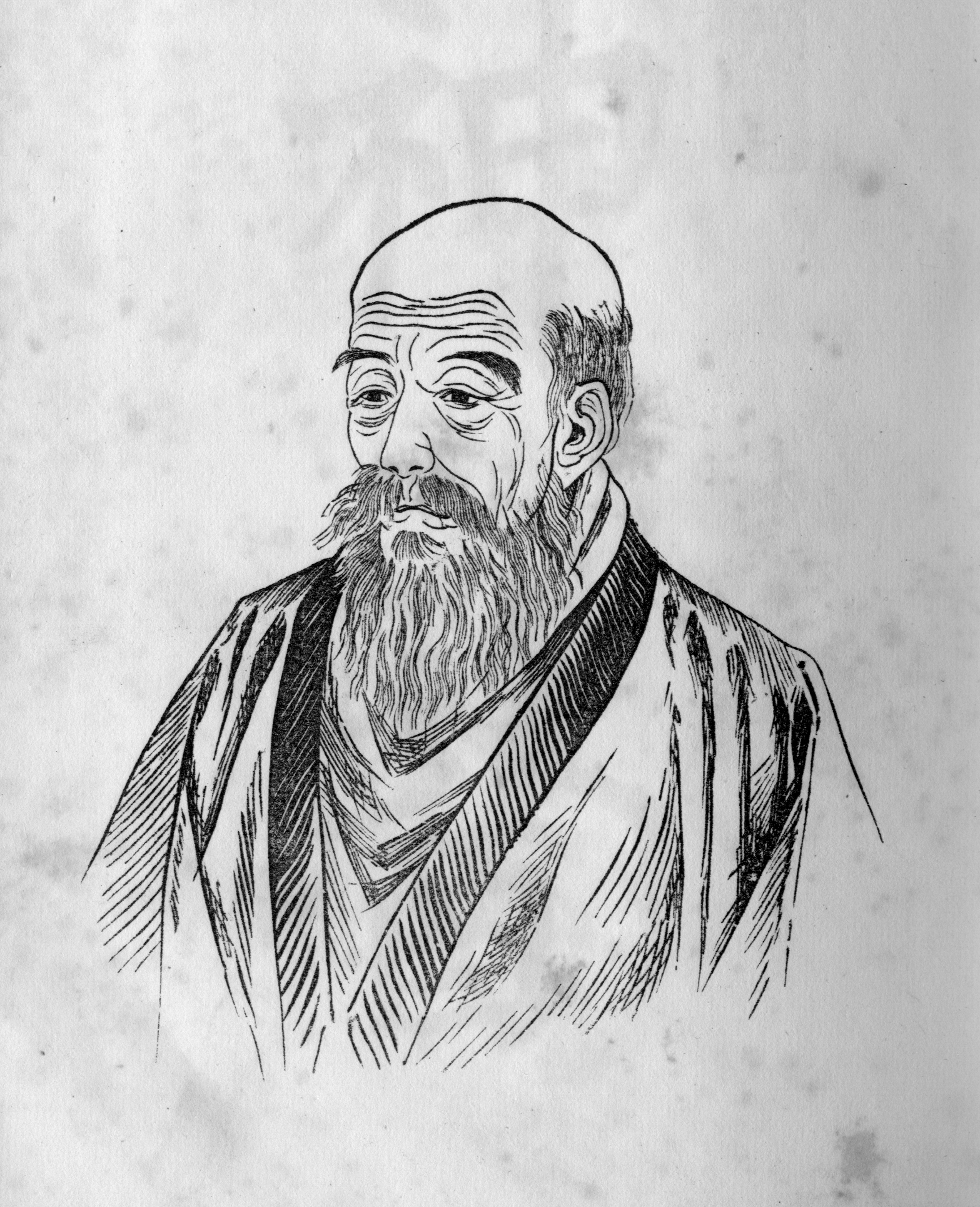
永田徳本（『医聖永田徳本伝』より）

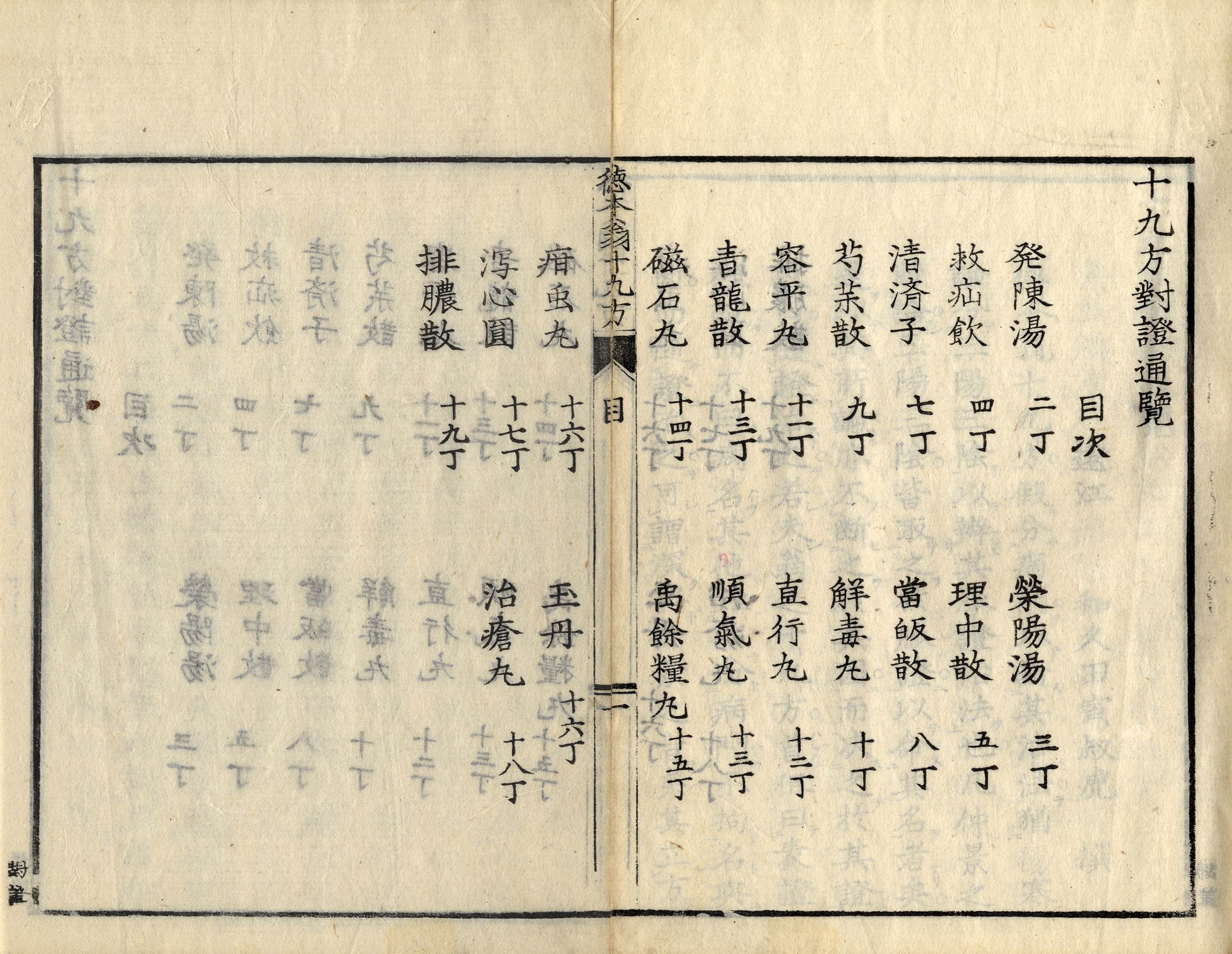
十九方対証通覧（永田徳本著、稲葉克、和久田寅校『徳本翁十九方』文化元年より）

永田 徳本（ながた とくほん、1513年？（永正10年） - 1630年3月27日（寛永7年2月14日））は、戦国時代後期から江戸時代初期にかけての医師。「甲斐の徳本」などとも呼ばれ、また「十六文先生」や「医聖」とも称された。号は知足斎、乾室など。諸国を巡り安価で医療活動を行ったとされる。

## 略歴
徳本の生涯について、明確な記録はなく、多くは伝説に基づく。
戦国時代中期の1513年、三河大浜で生まれた（甲斐国谷村など、異説もある）。
その後、陸奥国で仏門に入り、出羽（鹿島ともいう）で修験道を学び、また田代三喜、玉鼎らより李朱医学（当時の明からもたらされた漢方医学、当流医学とも）を修めた。信濃・甲斐に移り住み、国主であった戦国大名武田信虎・信玄父子二代の侍医となったと言われる。武田信虎の領国追放後は信濃国諏訪に住み、武田家滅亡後は東海・関東諸国を巡り、貧しい人々に無料で薬を与えたり、安価で診療を行ったとされる。
伝承によれば、彼は首から薬袋を提げ牛の背に横になって諸国を巡り、どんな治療を行っても報酬として16文（18文ともいう）以上の金額を受け取らなかったことから「十六文先生」とも呼ばれた。
本草学にも通じていたとされ、伝説では103歳の頃に甲斐におけるブドウ栽培法を改良し、ブドウ棚による栽培法を考案したとされる。
江戸時代に入ると将軍徳川秀忠の病を治癒しその際も報酬を受けずに立ち去ったとされる。
晩年は現在の長野県岡谷市に居住したと伝えられ、同地に墓碑が存在する。1630年に死亡し、享年118であったと言われる。
著書に『梅花無尽蔵』、『徳本翁十九方』『医之弁』などがある。

## 関連する逸話
- 現代の日本の製薬会社「トクホン」の社名（当初の社名は「鈴木日本堂」であり、トクホンはその消炎鎮痛剤や湿布薬のブランドネームであった）は、この徳本にちなんで命名されたものである（直接の所縁はない）。
- 道路やトンネルが整備される以前の上高地への主要アクセスである「徳本峠（読みは"とくごう"峠）」は徳本にちなむ命名とされる。
- 岡谷市に残る墓碑はいぼ取りの神様と呼ばれ、小石で墓石を叩くといぼ取りに効果があるとされた。そのため、墓石は凸凹の状態になっている。
- 一時、友人の林信時の子である若き日の林羅山を弟子としていたが、羅山の非凡な才能を視て他の職に進むように勧めたとされる。
- 三河出生説にによれば、源義朝を討ちとった長田親政の子孫である長田広正の子で、長田重元の弟といわれる。先述の秀忠重病時の秀忠側近（書院番）であった永井直勝（重元の息子。改姓）の叔父にあたる。